# 몽소 공원

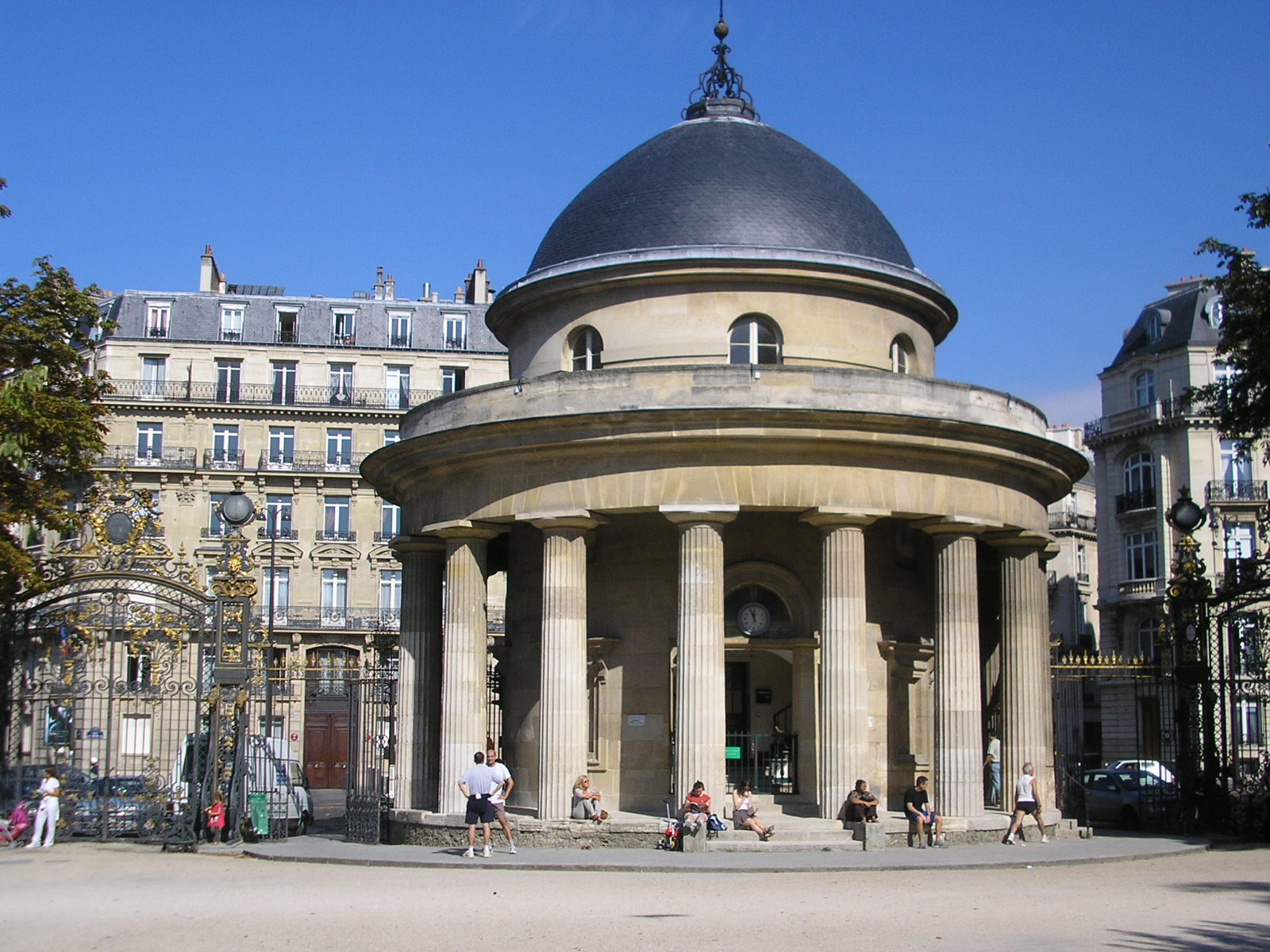
몽소 공원의 원형 홀

몽소 공원(프랑스어: Parc Monceau)은 프랑스 파리 8구에 위치한 공원이다.